# Ý
Cette page contient des caractères spéciaux ou non latins. S’ils s’affichent mal (▯, ?, etc.), consultez la page d’aide Unicode.
Ý (minuscule : ý), appelé Y accent aigu, est une lettre additionnelle latine, utilisée dans l’écriture du danois, de l’espagnol, du féroïen, du gallois, de l’islandais, du kazakh, du néerlandais, du slovaque, du tchèque, du turkmène, du vietnamien et du vieux norrois.
Il s’agit de la lettre Y diacritée d’un accent aigu.

## Utilisation
En espagnol, ‹ ý › est utilisé dans certains noms propres ayant conservé une graphie archaïque : la commune de Aýna, les prénoms Laýna et Ýñigo (es), le nom de famille Ýscar,.
En féroïen, appelé seinna í, ‹ ý › représente la diphtongue longue ou courte [ʊi], par exemple dans nýtt [nʊitː] (forme neutre de « nouveau »), ou une voyelle pré-fermée postérieure arrondie [ʊ] devant /dʒ, ɻ, ʂ, ʃ/ et parfois aussi devant /g, k/, par exemple dans nýggjur [ˈnʊdʒʊɹ] (forme masculine de « nouveau »), fýrs [fʊʃ] (« quatre-vingt »), lýkka [ˈlʊkːa] (« clémence »).
En frison occidental, ‹ ý › est utilisé dans l’écriture de l’emphase de certains mots dont la syllabe accentuée utilise y comme voyelle.
En islandais, ‹ ý › est représente une voyelle fermée antérieure non arrondie [i].
En néerlandais, ‹ ý › est utilisé dans l’écriture de l’emphase de certains mots dont la syllabe accentuée utilise y comme voyelle (voyelle pré-fermée antérieure non arrondie) [ɪ]), cette voyelle portant conventionnellement un accent aigu. Par exemple typisch (« typique »), lorsque prononcé avec emphase, peut être écrit týpisch.
En tchèque comme en slovaque, ‹ ý › représente une voyelle fermée antérieure non arrondie longue /iː/ et se prononce donc de la même manière que ‹ í ›. Cependant, ‹ í › indique que la consonne précédente est mouillée s’il s’agit de ‹ d ›, ‹ n › ou ‹ t › (ou ‹ l › en slovaque) ; dans les autres cas, le choix de ‹ ý › ou ‹ í › obéit à des règles orthographiques.
En turkmène, ‹ ý › représente une consonne spirante palatale voisée [j], contrairement à ‹ y › qui représente une voyelle fermée postérieure non arrondie [ɯ]. Elle correspond au i brève ‹ й › dans l’alphabet cyrillique turkmène et au yāʾ farsi ‹ ی, ـیـ › dans l’alphabet arabe turkmène. 
En vietnamien, ‹ ý › représente une voyelle fermée antérieure non arrondie avec un ton haut montant [i˧˥]. Ý signifie notamment « Italie » ; son origine est la première syllabe du mot chinois 意大利 (pinyin : Yìdàlì) qui a la même signification.

## Représentations informatiques
Le Y accent aigu peut être représenté avec les caractères Unicode suivants :
- précomposé (supplément latin-1) :

| forme     | représentation | chaîne de caractères | point de code | description                           |
| --------- | -------------- | -------------------- | ------------- | ------------------------------------- |
| majuscule | Ý              | Ý                    | U+00DD        | lettre majuscule latine y accent aigu |
| minuscule | ý              | ý                    | U+00FD        | lettre minuscule latine y accent aigu |

- décomposé (latin de base, diacritiques) :

| forme     | représentation | chaîne de caractères | point de code | description                                       |
| --------- | -------------- | -------------------- | ------------- | ------------------------------------------------- |
| majuscule | Ý              | Y◌́                   | U+0059 U+0301 | lettre majuscule latine y diacritique accent aigu |
| minuscule | ý              | y◌́                   | U+0079 U+0301 | lettre minuscule latine y diacritique accent aigu |

Des anciens codages informatiques permettent aussi de représenter le Y accent aigu ISO/CEI 8859-1, -2, -10, -14, -15
- capitale Ý : DD
- minuscule ý : FD